# حسین‌آباد باصری
حسین‌آباد باصری، روستایی از توابع بخش مرکزی شهرستان مرودشت در استان فارس ایران است.

## جمعیت
این روستا در دهستان رودبال قرار دارد و براساس سرشماری مرکز آمار ایران در سال ۱۳۸۵، جمعیت آن ۲۰۸ نفر (۵۵خانوار) بوده‌است. شغل بیشتر اهالی این روستا دامپروری و کشاورزی می‌باشد. این روستا از نظر قومیتی جزء عشایر فارس و از ایل خوشنام وشجاع باصری می‌باشد . مردمانی با هوش -ساده و صمیمی با دلی پاک و بی الایش .